# الس لیمیتس
الس لیمیتس (به اسپانیایی: Los Límites) یک منطقهٔ مسکونی در اسپانیا است که در آلت امپوردا واقع شده‌است. الس لیمیتس ۱۱۵ نفر جمعیت دارد و ۲۵۰ متر بالاتر از سطح دریا واقع شده‌است.